# Coletor de dados
Coletor de dados ou coletora de dados (em inglês: data logger) é um equipamento portátil utilizado para a coleta de informações, que depois serão utilizadas em um sistema específico, controle de estoque, controle de consumo, relatórios em geral.

## Utilização
Muito usado nas empresas que prestam serviços para a comunidade, como empresas de fornecimento de gás, água e esgoto, energia elétrica. Essas empresas podem coletar as informações referentes ao consumo e depois descarrega-las na empresa, no caso do coletor de dados estiver suprido de uma impressora os boletos poderão ser entregues imediatamente.
Esse equipamento também é utilizado para a coleta de dados como pedidos, inventário de estoque, consumo de energia elétrica, comanda de bares e restaurantes etc.

## Sistema de coleta de dados
A coleta dos dados deve ser feita pelo operador, através de leitura de código de barras ou manualmente, com os dados sendo inseridos através de um teclado ou um teclado virtual sensível a toque. Existem empresas especializadas no fornecimento e instalação de coletores, assim como todo o desenho da solução.

## Transferência dos dados coletados
A comunicação do Coletor de dados com o sistema instalado em um servidor pode ser feito por cabo serial, porta USB, disket ou wireless.